# بوينتي أ لا كرويكس (كيبك)
بوينتي أ لا كرويكس (بالإنجليزية: Pointe-à-la-Croix, Quebec)‏ هي بلدية محلية في كيبيك تقع في كندا في Avignon Regional County Municipality. يقدر عدد سكانها بـ 1,472 نسمة ومساحتها 416.90 كم2 .